# Melzerina lacordairei
Melzerina lacordairei là một loài bọ cánh cứng trong họ Cerambycidae.